# Anna Gorazd-Zawiślak
Anna Gorazd-Zawiślak (ur. 26 marca 1932 roku w Kostopolu, zm. 12 sierpnia 2015 roku w Krakowie) – prozaik i publicystka.

## Życiorys
W 1955 roku kończyła polonistykę na Uniwersytecie Jagiellońskim. Debiutowała na łamach Za i Przeciw w 1960 roku. Publicystka Gazety Krakowskiej, od 1969 roku. Współpracowała z Kurierem Polskim, krakowską rozgłośnią Polskiego Radia, Tygodnikiem Powszechnym, Przekrojem. Od 1976 publicystka w tygodniku zakładowym Głosem Nowej Huty. Członek redakcji tygodnika „Małopolska” NSZZ „Solidarność” w latach 1995-1997.
Członek Polskiej Zjednoczonej Partii Robotniczej, z której wystąpiła po tzw. prowokacji bydgoskiej. Od sierpnia 1980 rzecznik prasowy Komitetu Strajkowego Hutników Huty im. Lenina w Krakowie, a następnie Komisji Robotniczej Hutników NSZZ „Solidarność”. Czynna uczestniczka strajków, internowana w okresie stanu wojennego. Autorka jednodniówki „Dni bez Prasy”, wydanej w Krakowie w 1981 roku, z okazji strajku drukarzy. Od 1971 roku członkini Związku Literatów Polskich, zaś od 1989 roku Stowarzyszenia Pisarzy Polskich.

## Odznaczenia
- medal Dziękujemy za wolność

## Twórczość
- Pejzaż z aniołem (1965)
- Kochaj cierpliwie (1968)
- Martwy sezon (1971)